# Johannes Malalas
Johannes Malalas (Ἰωάννης Μαλάλας Iōánnēs Malálas), född omkring 490 i Antiokia, Syrien, död på 570-talet, var en grekisk historiker. Han var högt uppsatt ämbetsman i Konstantinopel. Hans tillnamn kommer från ett syriskt ord som betyder "retor". Malalas är upphovsman till den äldsta bevarade bysantinska världskrönikan, som skildrar världshistorien fram till år 565. Krönikan har genomgående ett frälsningshistoriskt perspektiv som syftar till att åskådliggöra Guds plan för världen. De tidiga delarna av krönikan bygger bland annat på Bibeln och grekisk mytologi, som båda behandlas som historiska händelser. I likhet med många krönikor blir skildringarna mer utförliga ju närmare författarens egen tid de är. Malalas projicerar sin egen tids samhälle även på äldre tider; exempelvis påstår han att Gamla Testamentets samhällen styrs av en kejsare och senat.
Den ursprungliga grekiska versionen finns bevarad i en enda handskrift som tros vara ofullständig, eftersom en bevarad översättning till kyrkslaviska innehåller mer material. Krönikan hade stort inflytande på senare bysantinsk krönikeskrivning.